# Dorfkirche Deetz (Groß Kreutz)

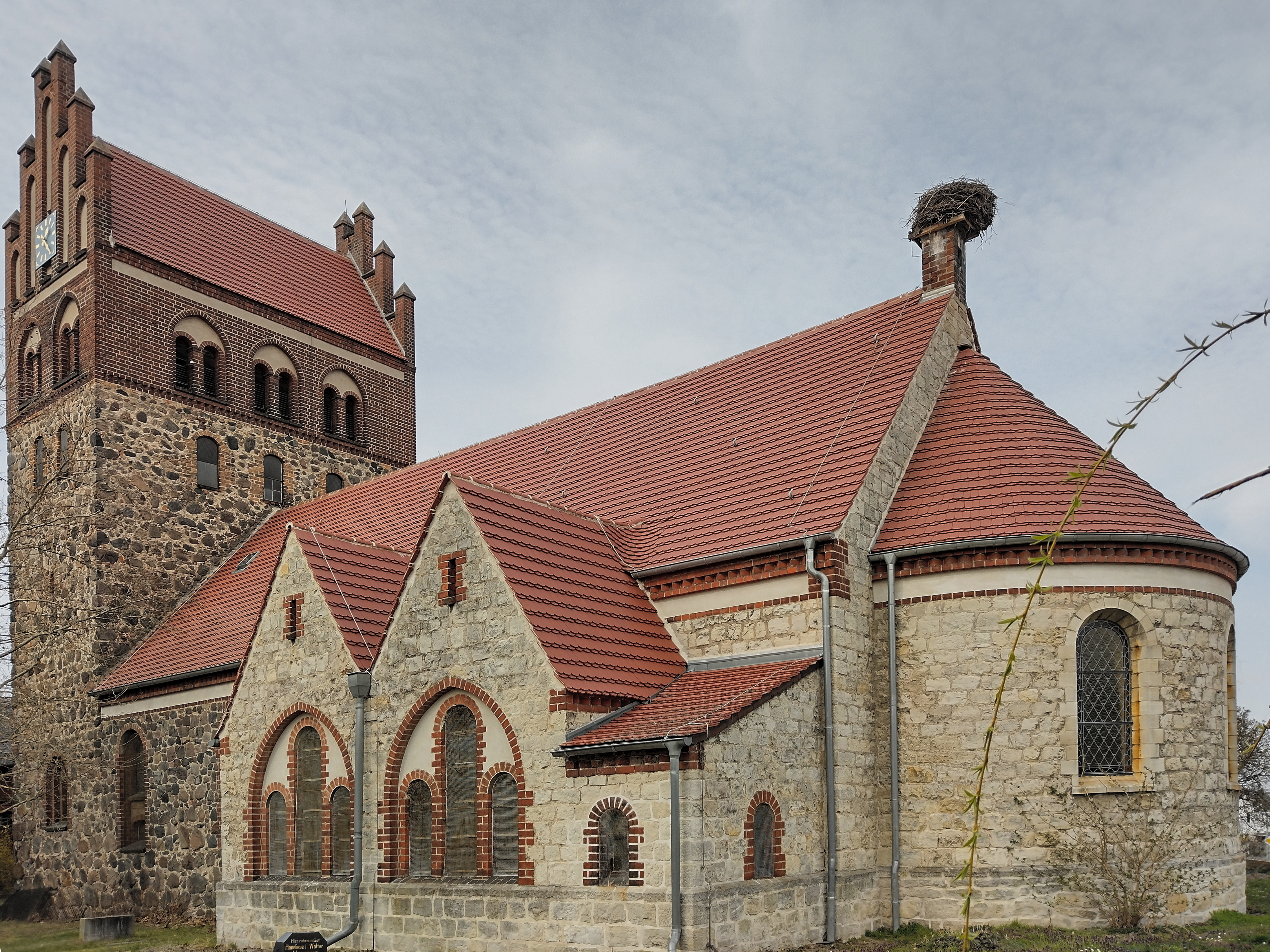
Dorfkirche Deetz (Groß Kreutz)

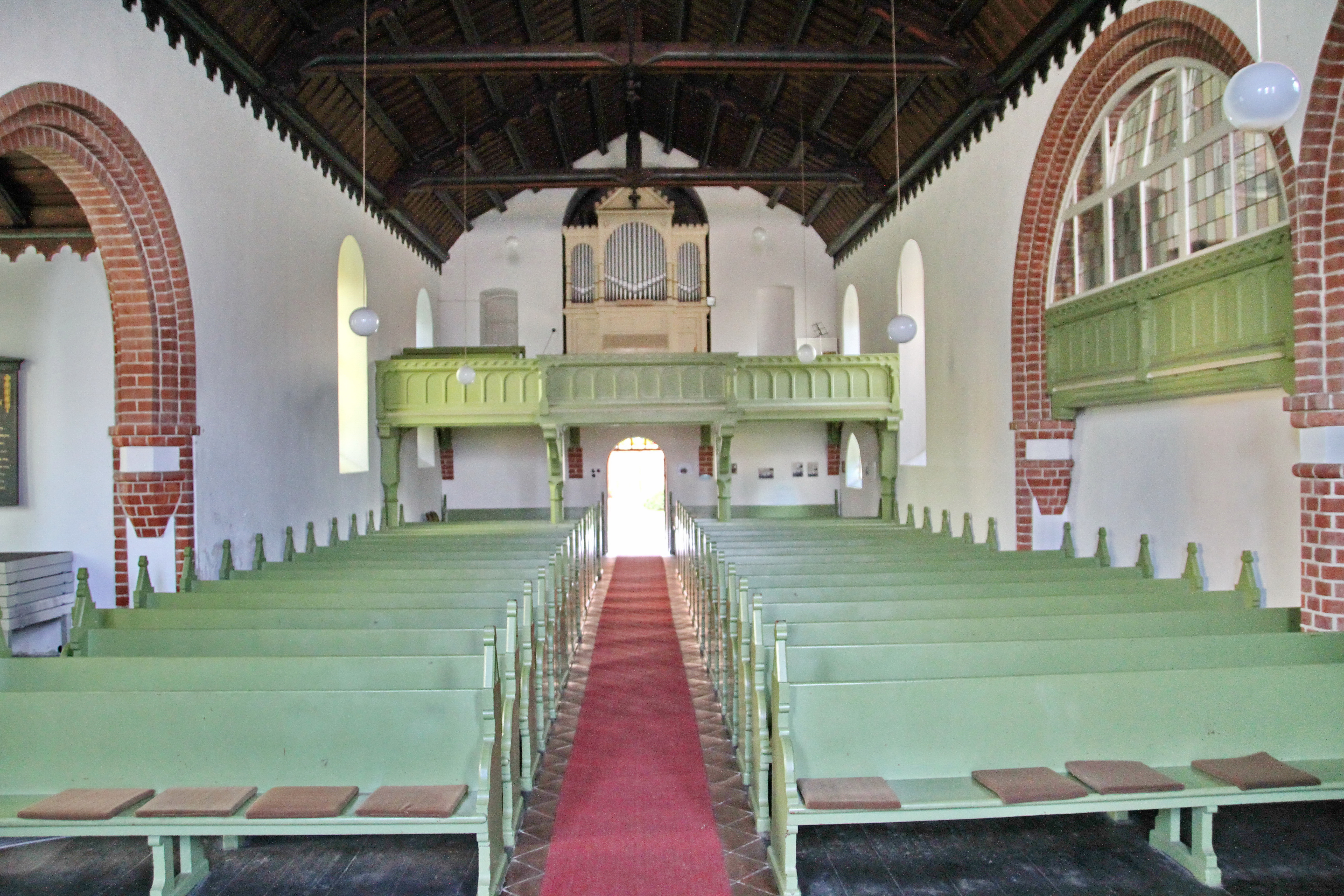
Innenansicht

Die Dorfkirche Deetz ist eine historistische Saalkirche mit älteren Bauteilen im Ortsteil Deetz von Groß Kreutz im Landkreis Potsdam-Mittelmark in Brandenburg. Sie gehört zur Kirchengemeinde Groß Kreutz im Kirchenkreis Mittelmark-Brandenburg der Evangelischen Kirche Berlin-Brandenburg-schlesische Oberlausitz. Das Kirchengebäude steht unter Denkmalschutz.

## Lage
Die Kirche steht inmitten des auf einer leichten Anhöhe am südlichen Ende der Dorfstraße gelegenen Kirchhofs, wo sie mit ihrem breiten, mit dekorativen Stufengiebeln versehenen Westturm einen markanten Blickpunkt bildet. Der Kirchhof ist von einer Feldsteinmauer mit Ziegelabdeckung eingefasst (nur der südwestliche Mauerabschnitt gegenüber der Schule besteht aus Ziegeln), die gleichzeitig als Terrassenmauer den Höhenunterschied von knapp 2 m zur Straße an der südöstlichen Kirchhofecke ausgleicht. Der Zugang zum Kriegerdenkmal an der Südostecke ist von gelben Ziegelpfosten gerahmt. Auf der Westseite wird der Kirchhof durch das Pfarrhaus begrenzt. Auf der Kirchhoffläche sind nur einige Grabsteine und, neben zahlreichen neu gepflanzten Bäumen und Sträuchern, Altgehölze (Ulme, Linde, Eiche, Flieder) vorhanden.

## Geschichte
Deetz ist eine alte Pfarre (schon 1219 erwähnt). Es hatte eine Tochterkirche in Götz (1450, 1600). Heute wird es von Jeserig betreut. Das Patronat hatte bis 1297 der Markgraf, dann das Kloster Lehnin und seit der Säkularisation (1542) der Kurfürst. Die Kirche war mit zwei Pfarrhufen ausgestattet (1290, 1541), deren Zahl sich im 14. und 15. Jahrhundert vorübergehend auf vier erhöhte. In ihrer heutigen Form entstand die Kirche 1901/02; sie ging aus dem eingreifenden Um- und Erweiterungsbau eines mittelalterlichen Vorgängers hervor, von dem der querrechteckige Westturm und der westliche Teil des gleich breiten Schiffs einbezogen wurden. Die Ziegelformate erhaltener Öffnungen (8–8,5 × 13 × 28–28,5 cm) deuten auf eine Entstehungszeit im 15./16. Jahrhundert. 1728 wurde das Schiff nach Osten verlängert und erhöht. Die Kirche hatte die Form eines langgestreckten Rechtecksaals mit korbbogigem Nordportal, Rechteckfenstern und nach Osten abgewalmtem Dach; im flachgedeckten Inneren befand sich eine Hufeisenempore. Den Feldstein-Westturm schloss ein Walmdach ab.
Erste Pläne zu einem Erweiterungsbau der für die stark angewachsene Gemeinde zu klein gewordenen Kirche gab es bereits 1894, eine von Baurat Köhler angefertigte Zeichnung mit Querhaus wurde jedoch verworfen. Ein 1895 durch Köhler ausgearbeiteter und von Regierungs- und Baurat Ludwig von Tiedemann korrigierter Umbau-Entwurf, der schon wesentliche Merkmale der späteren Ausführung aufweist (Anbau einer Apsis, rundbogige Erweiterung der Schiffsfenster, Erweiterung des Daches zu einem Satteldach, Verlegung des Portals von der Nord- auf die Westseite, Ersetzung der Flachdecke durch ein teils zum Kirchenraum geöffnetes Dachwerk, Entfernung der Hufeisenempore und Einbau einer Westempore), stieß beim Deetzer Gemeindekirchenrat auf Widerstand, weil er lediglich eine Vermehrung der Sitzplätze von 250 auf 300 vorsah, obwohl die Gemeinde seit den 1860er Jahren von 500 auf 1200 Mitglieder angewachsen war. Daraufhin wurde der Umbauplan durch einen zusätzlichen Anbau auf der Nordseite ergänzt. 1901 stimmte der Gemeinderat dem veränderten Umbauentwurf zu, der im Zuge der Ausführungsplanung dann aber noch um einen zusätzlichen Anbau auf der Südseite erweitert wurde (Baurat Schierer, Korrekturen durch von Tiedemann). Die Ausführung wurde Maurermeister Jacob übertragen.
Einbezogen in den Um- und Erweiterungsbau wurden der Westturm und die unteren Partien der westlichen Abschnitte der Schiffsmauern. Neu entstanden die Apsis, die beiden Annexe am östlichen Teil der Nord- und der Südseite (der nördliche mit Empore) sowie das Turmgeschoss mit Quersatteldach. Die Fenster wurden rundbogig erweitert, das Nordportal geschlossen. Die Kirche erhielt eine komplette Neuausstattung.
Am 23. Oktober 1902 fand die Einweihung statt. Beim Ministerium für öffentliche Arbeiten stieß der Umbau im Nachhinein auf Kritik, weil die Kirche durch die Erweiterung ihr „geschichtlich gewordenes Gepräge“ verloren habe.

## Architektur

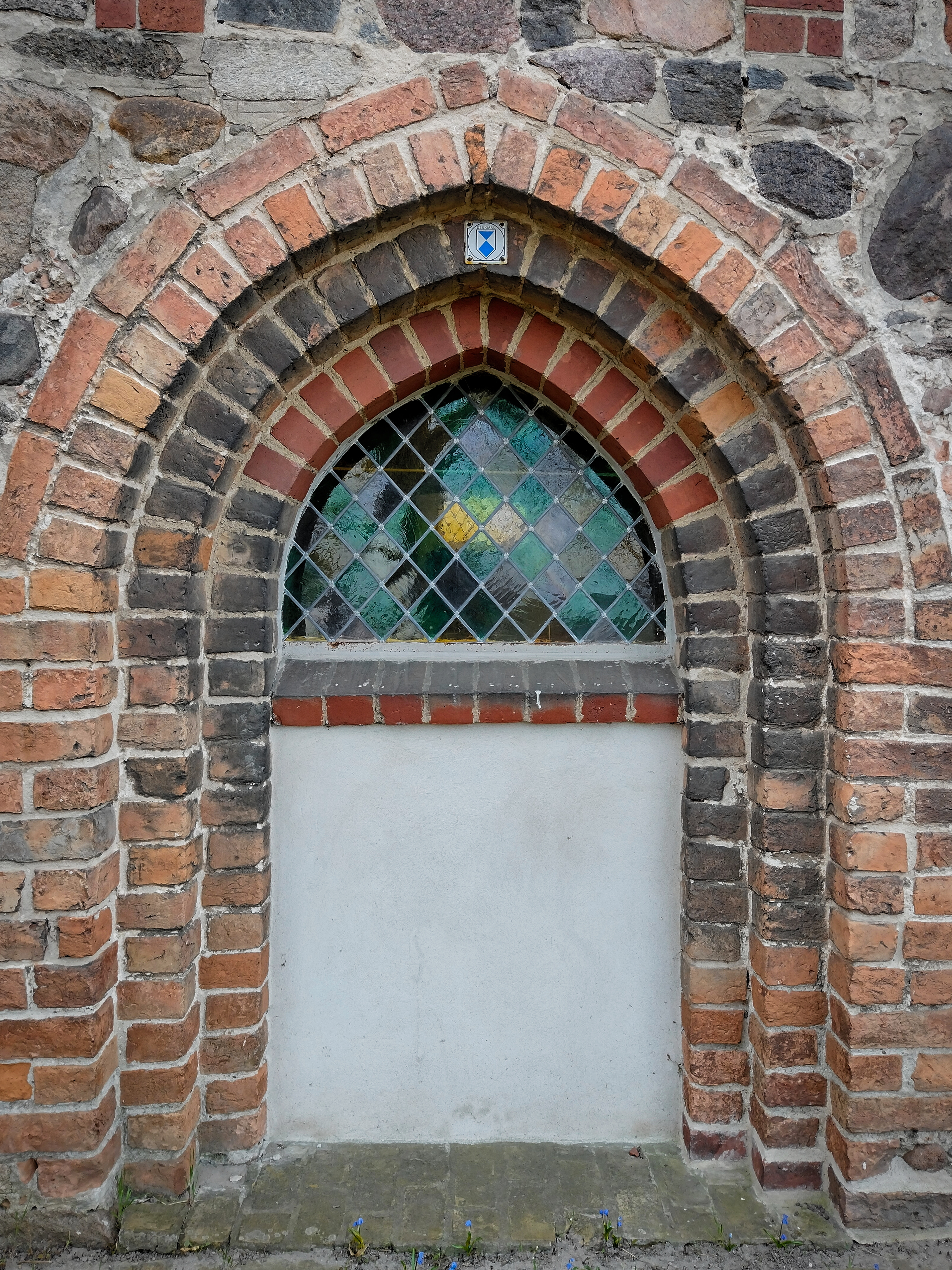
Dorfkirche Deetz, zugesetztes Spitzbogenportal

Die Kirche ist ein Feldsteinbau mit hohem schiffsbreiten Westturm und halbkreisförmiger Apsis, seitlich sind asymmetrische, unterschiedlich gestaltete Kreuzarme angefügt. Vom Vorgänger stammen der Westturm mit unregelmäßigem Feldsteinmauerwerk sowie der westliche Teil der Umfassungswände des Schiffes. Von den mittelalterlichen Öffnungen sind auf der Nordseite ein Spitzbogenportal im Westen des Schiffs (im unteren Teil zugesetzt) und ein spitzbogiges Turmfenster erhalten, beide mit abgestuftem Backsteingewände. Die zwei beim Umbau 1901/02 angefügten seitlichen Annexe bestehen aus Rüdersdorfer Kalkstein und werden jeweils von zwei parallelen, quer zum Schiff verlaufenden Satteldächern mit Dreiecksgiebel abgeschlossen und durch große, gedrückt spitzbogige, dreibahnige Fenster mit Ziegelgliederung belichtet; der nördliche ist querhausartig mit Empore, der südliche schmaler und niedriger gestaltet. Die Apsis besteht ebenfalls aus Rüdersdorfer Kalkstein, mit kleinen Rundbogenfenstern. Das Turmobergeschoss ist aus roten Ziegeln; gegliedert durch gekuppelte Rundbogenfenster unter Überfangbögen (drei auf der Breit-, zwei auf den Schmalseiten), das Quersatteldach mit dekorativen Blendgiebeln.
Auf der Westseite des Turms sind ein rundbogiges Portal mit abgestuftem Gewände (1901/02), darüber Zwillings-Rundbogenfenster und ein kreisförmiges Fenster angeordnet. Die flachbogigen Fenster im oberen Teil des Turmes gehen vermutlich noch auf den Vorgänger zurück.
Für das Dachwerk – ein mit einem Hängewerk kombiniertes Firstpfettendach – wurden zum Teil ältere Hölzer, für das Turmdach Teile der alten Turmdachkonstruktion wieder verwendet. Innen im Turmuntergeschoss befindet sich der Vorraum mit Kreuzgratgewölbe; die Türen stammen von 1901/02. Das Kirchenschiff ist geprägt vom sichtbar belassenen Dachtragwerk (Pfettendach mit Hängesäulen), die auf Ziegelstützen ruhenden Rundbogenöffnungen zu den seitlichen Anbauten, die farbigen Glasfenster und die nahezu vollständig erhaltene Ausstattung von 1901/02 (lediglich der Altar mit Retabel wurde 1964 ersetzt, auch die bauzeitliche Wandfassung ist nicht mehr vorhanden). Emporen befinden sich im Westen (Orgelempore) und im nördlichen (höheren) Kreuzarm. Der südliche Anbau ist in zwei Joche unterteilt, die Holzdecke die Dachform nachvollziehend. Der Fußboden besteht aus diagonal verlegten großen Ziegelplatten bzw. (in den seitlichen Anbauten) aus im Prüßverband verlegten Ziegeln. Die Glasfenster von Carl Busch, Maler und Glasmaler, Berlin-Schöneberg. Rautenverglasung mit farbiger ornamentaler Rahmung.

## Ausstattung
Die Kanzel entstand 1901/02 und wurde von der Kunstanstalt Gustav Kuntzsch aus Wernigerode geliefert. Der polygonale Kanzelkorb mit Holzlasur ruht auf rundem Fuß, die Wandung ist mit Rundbogenfries und ornamentierten Feldern gestaltet. Die Taufe aus Sandstein wurde 1901/02 von Steinmetz Oskar Fiebiger aus Potsdam geschaffen. Die Orgel von 1902 ist ein Werk von Orgelbauer Albert Hollenbach aus Neuruppin mit zwölf Registern auf zwei Manualen und Pedal mit mechanischen Schleifladen. Das Orgelgehäuse stammt von der Kunstanstalt G. Kuntzsch aus Wernigerode; der Prospekt ist in romanisierenden Rundbogenformen mit Zinnenabschluss und mittlerem Giebel mit Krabbenbesatz und Kreuzblume gestaltet. Die Emporen stammen von 1901/02, im nördlichen Kreuzarm und im Westen, letztere auf geschnitzten Säulen ruhend.
Drei Glocken von 1919 (eine große, eine mittlere und eine kleine) wurden 1920 angeschafft. Die alten Glocken von 1500, 1678 und 1907 wurden im Ersten Weltkrieg abgeliefert.

## Würdigung
Mit ihrem stattlichen Feldsteinturm ist die Kirche das älteste bauliche Zeugnis des Ortes und markanter Blickpunkt am Ende der Dorfstraße. In ihrer heutigen, auf den Ausbau 1901/02 zurückgehenden Form zeigt sie deutlich die Handschrift des Architekten Ludwig von Tiedemann, der die Entwürfe des Baurats Köhler korrigierte. Von Tiedemann hatte sich vor allem im Berliner Raum einen Namen als Kirchenbaumeister gemacht (so etwa bei der Dreifaltigkeitskirche in Berlin-Lankwitz, der Oberlinkirche in Babelsberg und der Dorfkirche Bornim); typisch für seine Bauten sind die Kombination unterschiedlicher Materialien (Ziegel und Kalkstein), die freie Verwendung gotischer oder allgemein mittelalterlicher Formen sowie asymmetrische, dem Zentralraum angenäherte Räume, oft durch Einbeziehung querhausartiger Seitenschiffe. Durch die Erweiterung erhielt Deetz eine der größten Dorfkirchen der Region, was den damaligen Aufschwung des Ortes widerspiegelt.